# Garrulus lidthi
Garrulus lidthi là một loài chim trong họ Corvidae.